# Heerings Gård
Heerings Gård, beliggende Overgaden neden Vandet 11 på Christianshavn i København, er oprindeligt opført 1785-86 af den bornholmske kaptajn Hans Peter Kofoed (1743-1812) som var ægtefælle til Marie Kofoed, senere fabrik og domicil for købmanden og likørproducenten Peter Heering. I dag ejer Nordea-fonden Heerings Gaard, som også huser et bank- og sparekassemuseum og Nordearepræsentation. 
I 1838 overtog Peter Frederik Suhm Heering købmandsgården og ombyggede den, så der kunne fremstilles den bekendte Peter F. Heering kirsebærlikør. I 1977 købte Privatbanken gården og indrettede Bank- og Sparekassemuseet, der bl.a. rummer C.F. Tietgens historiske møbler fra hans kontor på Børsen.
Palæet, der blev fredet 1918, blev restaureret og ombygget 1923-1927 ved Bent Helweg-Møller, der modtog Eckersberg Medaillen for arbejdet, og igen renoveret 2008-2010 af Nordea-fonden.
Bogen Tidsmaskinen på Christianshavn, skrevet af Pernille Stensgaard og udgivet i 2010 på Strandberg Publishing fortæller historien om den klassicistiske købmandsgård på Christianshavn 
55°40′19.95″N 12°35′23.08″Ø / 55.6722083°N 12.5897444°Ø